# Letiště Moskva-Tušino
Letiště Moskva-Tušino (ICAO: UUUS) je původní moskevské letiště otevřené pro provoz v roce 1935. Nachází se asi 14 km severozápadně od centra ruského hlavního města. Jde o bývalé letiště 3. třídy, nyní letiště 4. třídy, které disponuje jednou částečně zpevněnou a odvodněnou startovací a přistávací dráhou.
V současné době toto letiště slouží převážně pro potřeby sportovního létání a sídlí zde Národní ruský aeroklub V. P. Čkalova. Kromě toho se zde nalézá také vojenské velitelství vrtulníkové základny ruského ministerstva obrany. Plocha letiště také občas slouží pro pořádání velkých koncertů konaných pod širým nebem. V roce 1991 se zde konal festival Monsters of Rock a zahráli zde AC/DC, Metallica, the Black Crowes a Pantera.
Od roku 1936 sem kdysi vedla také původní letecká linka Praha – Moskva, která byla provozována jak Československými aeroliniemi tak i sovětskou společností Aeroflot.
V současné době moskevské vedení usiluje o definitivní likvidaci tohoto letiště a využití jeho plochy k jiným účelům, v roce 2006 bylo přijato rozhodnutí o výstavbě nového fotbalového stadionu Spartaku Moskva, který byl v areálu letiště otevřen v roce 2015.